# Тринчи
Тринчи (итал. Trinci) — итальянский феодальный род лангобардского происхождения, обосновавшийся с XII века в Фолиньо.

## История
Будучи изначально гибеллинами, в 1228 году Тринчи перешли на сторону гвельфов, одержавших верх в Фолиньо, и с 1305 по 1336 годы представители семьи занимали важные должности гонфалоньеров и капитанов народа, а позднее — викариев, часто при этом состояли во вражде с Папами, которые несколько раз отлучали от церкви или лишали благословения представителей семьи Тринчи. Тринчи стали известны не только склонностью к жёстким методам правления, но и своим меценатством, благодаря которому при их великолепном дворе в Фолиньо собрались литераторы, художники и архитекторы. Наибольшего расцвета династия Тринчи достигла к началу XV века, когда они сумели получить синьории в Ночера, Терре Арнольфе в Умбрии и даже в Леонессе (Абруццо), но в 1439 году кардинал Джованни Мария Вителлески завоевал Фолиньо, присоединил его к владениям Папского государства и положил конец господству Тринчи.
Помимо Фолиньо, Тринчи удерживали в синьории ещё один город — Ночера (в 1392—1439 годах), а также ряд так называемых «терре мурате», то есть укреплённых поселений: Беванья (1371—1439), Беттона (1389—1439), Леонесса в Абруццо (1389—1415), Монтефалько (1389—1439), Пьеделуко (1396—1439).

## Персоналия
- Налло, в 1305 стал гонфалоньером и капитаном народа в Фолиньо, умер в 1321.
- Уголино I[итал.], в 1336 году получил титул викария Святой Церкви, умер в 1338.
- Коррадо I[итал.], губернатор и капитан Беваньи и Монтефалько, кондотьер, умер в 1343.[3]
- Уголино II[итал.], умер в 1353.
- Тринчия, сын Уголино II, гонфалоньер народа и капитан народа, синьор Фолиньо с 1353 года, апостольский викарий с 29 ноября 1367 года, убит 18 сентября 1377 г.
- Коррадо II[итал.], умер в 1386.
- Паоло Тринчи (1309—1391 гг.), в возрасте 14 лет принял монашество, основал движение обсервантов в Ордене меньших братьев и множество монастырей.
- Уголино III, синьор Кольфьорито, Амандолы, Беваньи, Беттоны, Монтефалько, Ночера, Гуальдо-Каттанео и Колле дель Маркезе, кондотьер. В 1392 году получил викариат Треви, в 1405 году — титул апостольского викария, умер в 1415. В период с 1377 по 1398 год по кондоттам с Папским государством несколько раз участвовал в военных предприятиях, в том числе в 1377 году — против Флоренции, в 1391 году — против антипапы Климента VII, в 1395, 1396 и 1398 годах — против Перуджи[4]
- Бартоломео[англ.], убит 10 января 1421 г.
- Никколо[англ.], убит 10 января 1421 г.
- Коррадо III, правил с необычайной жестокостью, после долгой войны с Папой Мартином V, добился от него отпущения грехов, подтверждения права Тринчи на викариаты Фолиньо и Ночера, возвращения Перуджи, а также согласия на брак дочери Коррадо III Фаустины с племянником Папы Джованом Андреа Колонна. Однако, после новых измен и новых прощений, Папа Евгений IV направил против Коррадо войска во главе с кардиналом Вителлески, которым удалось взять Фолиньо, после чего Коррадо был брошен в замок Сориано и 14 июня 1441 года задушен. В течение короткого времени умерли все его дети, за исключением Ринальдо, которого отец в 1437 году назначил епископом Фолиньо вопреки воле Папы. Последний из рода Тринчи, он укрылся при дворе миланских Сфорца, где умер в 1452 году.[5]

## Палаццо Тринчи в Фолиньо
Дворец Тринчи в Фолиньо построен к 1407 году, находится на Пьяцца делла Репубблика. Был повреждён в результате землетрясений 1831—1832 годов, позднее восстановлен и в настоящее время имеет фасад неоклассического стиля. После поражения Тринчи и включения Фолиньо в состав Папской области дворец стал резиденцией народных приоров и папских легатов Фолиньо. Юго-западная часть с 1578 года использовалась как тюрьма, а в начале XVIII века небольшая часть здания была превращена в театр. Вновь был повреждён в результате бомбардировок Второй Мировой войны и очередного землетрясения 1985 года.
В настоящее время во дворце размещается картинная галерея, Археологический музей, Музей рыцарских турниров и городской музей.

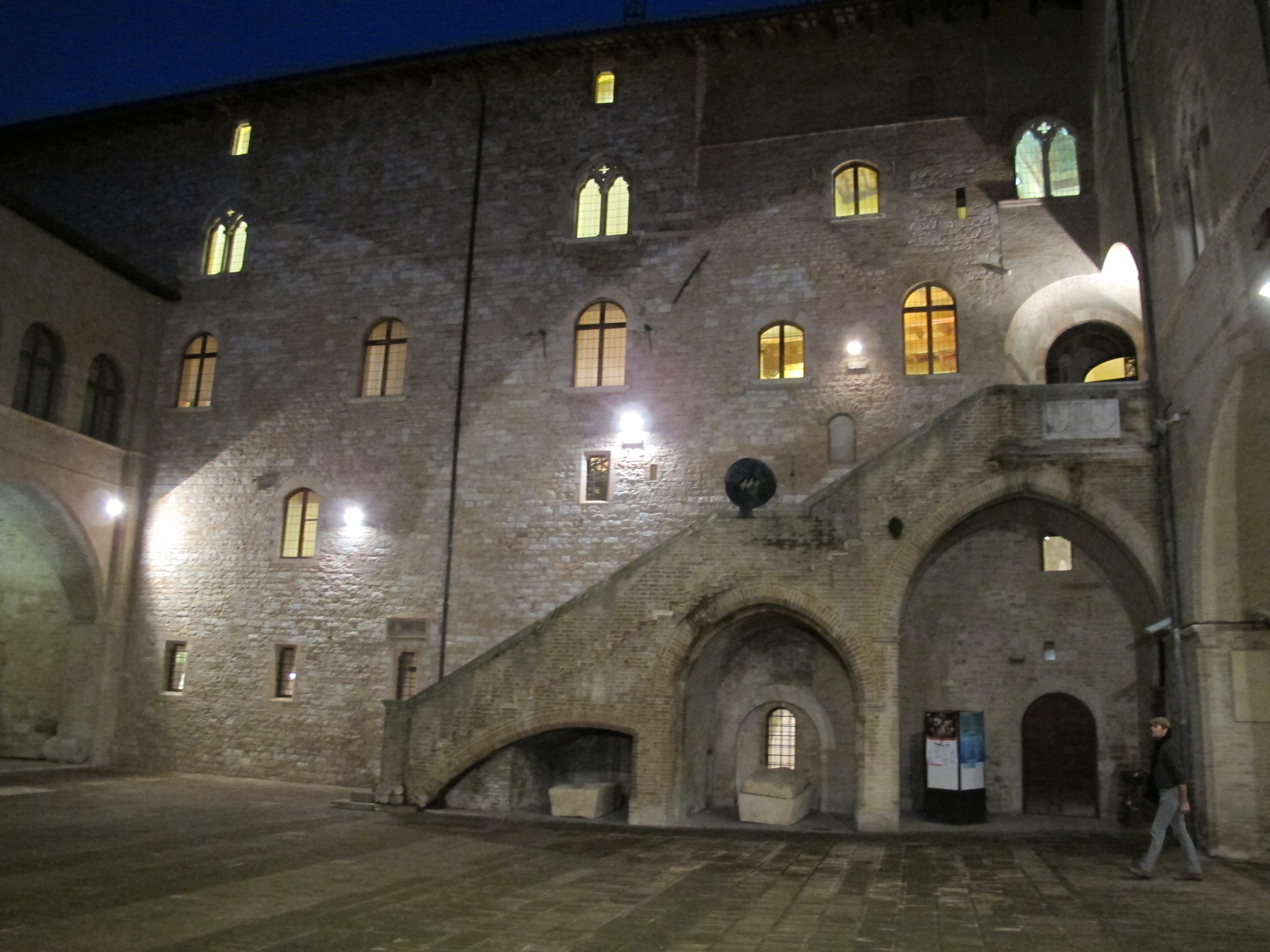
Внутренний двор
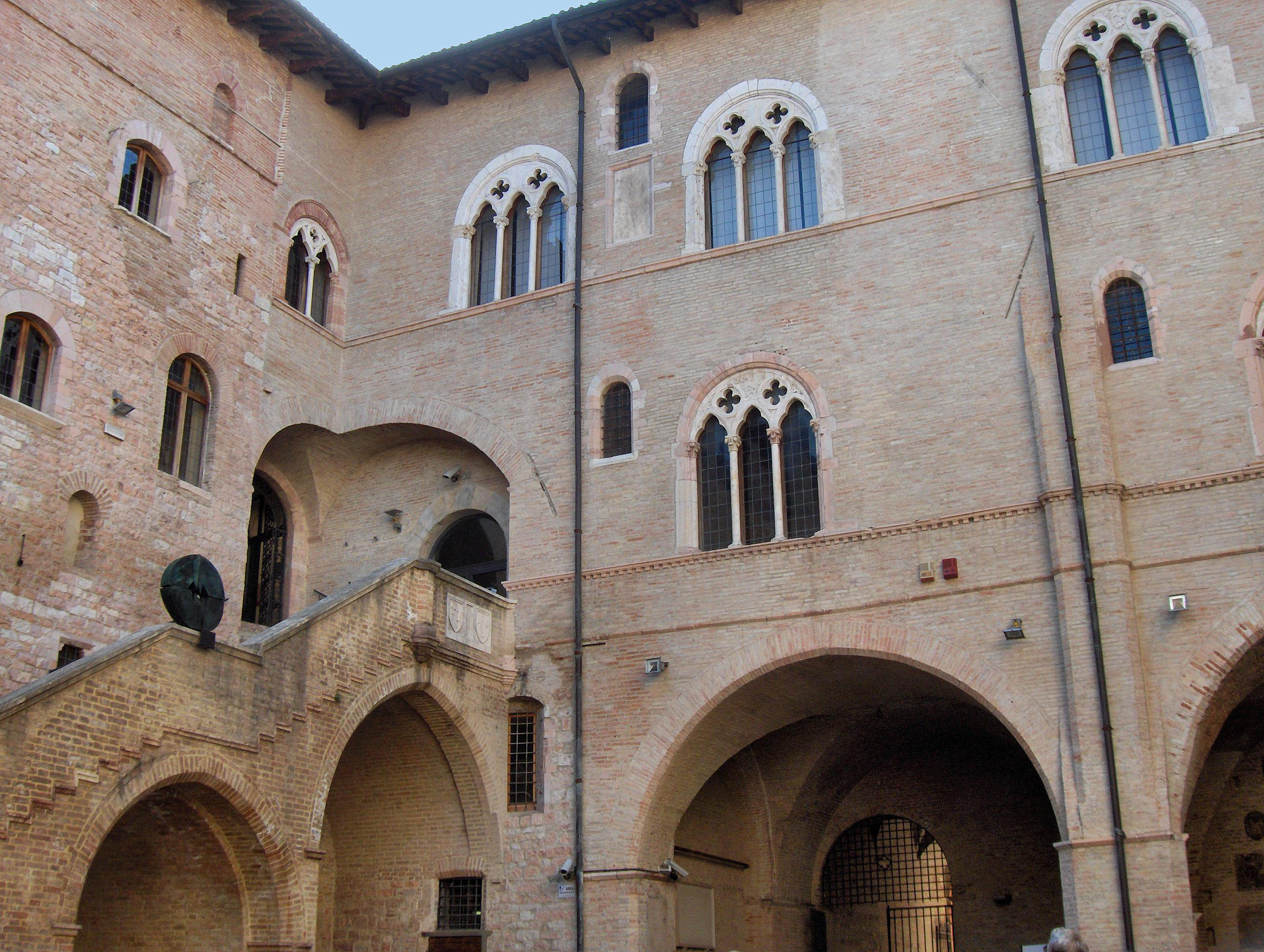
Внутренний двор
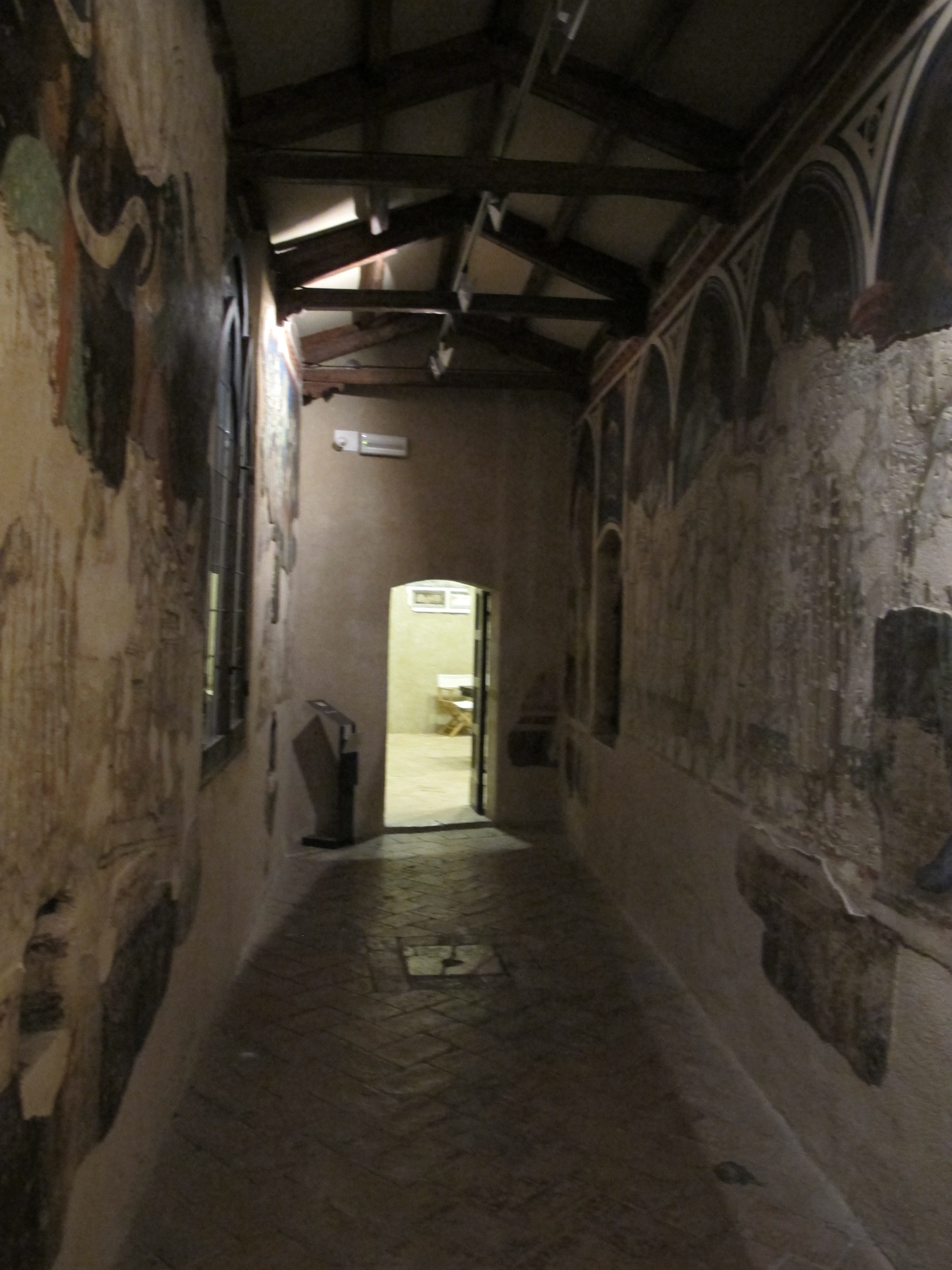
Подвесной мост
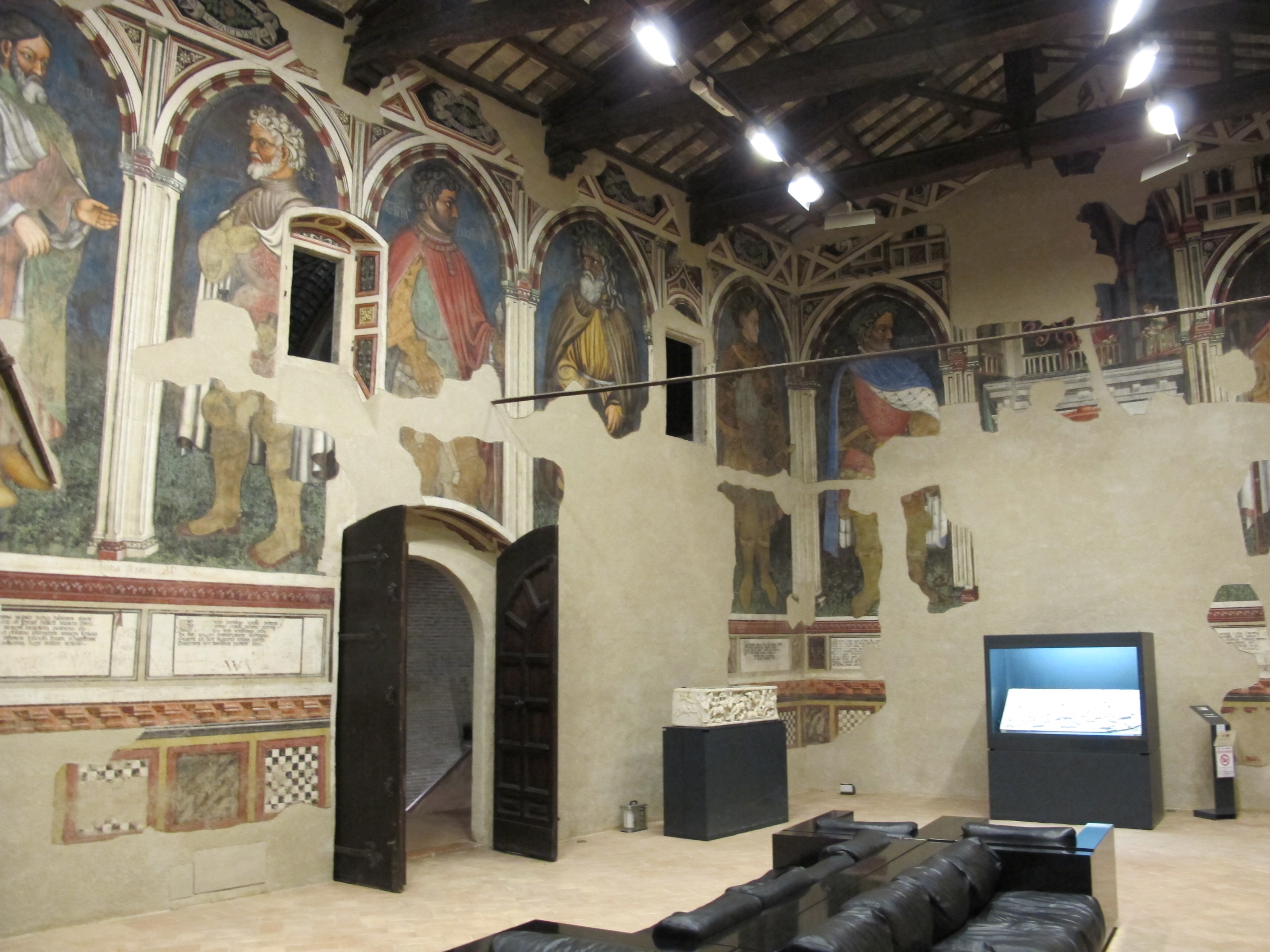
Зал великанов (иначе - Зал императоров)